# Rodolfo Sandoval
Rodolfo Ariel Sandoval (né le 4 octobre 1948 en Uruguay) est un joueur de football international uruguayen qui évoluait au poste de milieu de terrain.

## Biographie

### Carrière en club
Rodolfo Sandoval joue en faveur du Club Atlético Peñarol entre 1970 et 1975. Il remporte avec cette équipe trois championnats d'Uruguay, et atteint le finale de la Copa Libertadores en 1970, en étant battu par le club argentin de l'Estudiantes de La Plata.

### Carrière en équipe nationale
Avec l'équipe d'Uruguay, il joue trois matchs, sans inscrire de but, entre 1970 et 1971[réf. nécessaire].
Il figure dans le groupe des sélectionnés lors de la Coupe du monde de 1970. Lors du mondial organisé au Mexique, il ne joue qu'un seul match, contre l'Allemagne.

## Palmarès
Peñarol
- Championnat d'Uruguay (3) :
  - Champion : 1973, 1974 et 1975.
  - Vice-champion : 1971 et 1972.

- Copa Libertadores :
  - Finaliste : 1970.